# جياكومو راتو
جياكومو راتو (بالإيطالية: Giacomo Ratto)‏ هو لاعب كرة قدم إيطالي في مركز حراسة المرمى، ولد في 19 أبريل 1986 في فاريزي في إيطاليا. لعب مع UNAN Managua ‏.